# الشميلية
الشميلية هي المنطقة الجغرافية الممتدة من مدينة دبا إلى منطقة خطمة ملاحة التابعة لمدينة كلباء في المنطقة الشرقية لدولة الإمارات العربية المتحدة، والتي تتكون من جزء من جبال الحجر وساحل خليج عمان.

## تاريخ

### حكام المنطقة
- ماجد بن سلطان بن صقر بن راشد القاسمي - والي منطقة الشميلية (1871-1900).[2]
- حمد بن ماجد بن سلطان بن صقر القاسمي - والي منطقة الشميلية (1900-1903).
- سعيد بن حمد بن ماجد بن سلطان القاسمي - حاكم كلباء وتوابعها (1903-1937).
- حمد بن سعيد بن حمد بن ماجد القاسمي - حاكم كلباء وتوابعها (1937-1951).

## جغرافيا
الشميلية منطقة رطبة نسبيًا، حيث توجد في الجبال مصادر المياه على مدار السنة. تاريخيا، كانت مسرحا لصراع بين شيوخ دول الخليج وحكام عمان. تنقسم الشميلية حاليًا بين إمارات الفجيرة والشارقة ورأس الخيمة، بالإضافة إلى جيب مدحاء العماني. من بين أكبر المدن في المنطقة- دبا الحصن، خورفكان، الفجيرة، كلباء بإمارة الشارقة. تغطي جبال الشميلية مساحة 3200 كيلومتر مربع.
ساحل الشميلية مقسم بين الشارقة والفجيرة. إلى الشمال مدينة دبا، والتي تنقسم إلى ثلاثة أجزاء منفصلة: دبا العمانية، دبا الشارقة، دبا الفجيرة. إلى الجنوب تقع بلدة دانة في الفجيرة وتوجد قرية منتجع العقة، مع أربعة منتجعات كبيرة، مدينتي شرم والبدية. يحتوي الجيب التالي من الشارقة على خورفكان وضاحيتها الشمالية الزبارة. تأتي بعد ذلك قرى مربا والقري وعاصمة الفجيرة. وينتهي الساحل بآخر جيب بالشارقة كلباء، تليها الحدود العمانية ثم قرية المرير في محافظة شناص شمال الباطنة. على طول الساحل، يربط الطريق السريع E-99 بين جميع المستوطنات من دبا إلى كلباء عبر جبال الحجر.

## السكان
يتكون السكان من قبائل عربية مختلفة وإيرانيين مستعربين. من بين العرب الأكثر عددا وتأثيرا هي مجموعة الشرقيين والتي ومنها سلالة الفجيرة الحاكمة.

## روابط خارجية
- 3 - الملحق 6: تاريخ المسالك الشميلية (بالإنجليزية)